# 杨家泊镇
杨家泊镇，是中华人民共和国天津市滨海新区下辖的一个乡镇级行政单位。

## 行政区划
杨家泊镇下辖以下地区：
高庄村、看才村、罗卜坨村、付庄村、李自沽村、杨家泊村、羊角村、辛庄村、桃园村、东尹村、东庄坨村、西庄坨村和魏庄村。